# Thephantes clavatus
Thephantes clavatus är en skalbaggsart som beskrevs av Francis Polkinghorne Pascoe 1867. Thephantes clavatus ingår i släktet Thephantes och familjen långhorningar. Inga underarter finns listade i Catalogue of Life.